# تشلسي هايز
تشلسي هايز (بالإنجليزية: Chelsea Hayes)‏ هي منافسة ألعاب القوى أمريكية، ولدت في 9 فبراير 1988 في نيو أورلينز في الولايات المتحدة.

## وصلات خارجية
- تشلسي هايز على موقع الاتحاد الدولي لألعاب القوى (الإنجليزية)
- تشلسي هايز على موقع الاتحاد الأمريكي لسباقات المضمار والميدان (الإنجليزية)
- تشلسي هايز على موقع الدوري الماسي (الإنجليزية)
- تشلسي هايز على موقع TFRRS.org (الإنجليزية)
- تشلسي هايز على موقع أوليمبيديا (الإنجليزية)
- تشلسي هايز على موقع اللجنة الأولمبية والبارالمبية الأمريكية (الإنجليزية)